# آزاد علیا
یوخاری آزاد روستایی از توابع بخش مرکزی شهرستان زنجان در استان زنجان آذربایجان ایران است.

## جمعیت
این روستا در دهستان معجزات قرار دارد و براساس سرشماری مرکز آمار ایران در سال ۱۳۸۵، جمعیت آن ۴۳۲ نفر (۹۲خانوار) بوده‌است.